# 張卬
張 卬（ちょう ごう、生没年不詳）は、中国の新代の武将。緑林軍の武将、のち更始帝（劉玄）政権の重鎮。

## 事跡

### 緑林軍時代と更始帝擁立
| 姓名         | 張卬                                              |
| 時代         | 新代                                              |
| 生没年       | 〔不詳〕                                          |
| 字・別号     | 〔不詳〕                                          |
| 出身地       | 〔不詳〕                                          |
| 職官         | 〔緑林軍部将〕→〔下江軍部将〕 →衛尉大将軍〔更始〕 |
| 爵位・号等   | 淮陽王〔更始〕                                    |
| 陣営・所属等 | 王匡→王常→更始帝→劉盆子                           |
| 家族・一族   | 〔不詳〕                                          |

地皇3年（22年）、疫病が原因で緑林軍は分散しなければならなくなったが、張卬は、王常・成丹と共に藍口聚（南郡編県）で「下江軍」を号し、王常を下江軍の頭領に戴いた。
同年、下江軍が宜秋聚（南陽郡平氏県）に駐屯していた際に、舂陵軍の劉縯（劉秀の兄）が合流を求めて交渉にやってきた。張卬と成丹は、劉縯の家柄を考えれば、その下風に立たざるを得ないと考え、合流に消極的であった。しかし、合流を望む王常の説得を受け、2人を始めとする他の下江軍部将はこれを承認した。地皇4年（23年）1月、舂陵軍・下江軍の連合軍は、沘水で新の前隊大夫（新制の南陽太守）甄阜・属正（新制の都尉）梁丘賜を撃破し、討ち取っている。
その後、緑林軍は再合流し、劉縯と平林軍出身の劉玄とのいずれを皇帝として擁立するかが、諸将の間で議論となった。この際に、南陽の士大夫（舂陵の諸将など）と王常は劉縯、その他の諸将は劉玄を推している。そして張卬は、劉玄派に与していた。結局、劉縯が劉玄に譲る形となり、議論の最後で、張卬は抜剣して地を斬りつけ、「これ以降、この話を蒸し返すことは許さん」と言い放っている。こうして更始元年（23年）2月、劉玄は更始帝として即位し、張卬は衛尉大将軍に任命された。

### 兵変と更始帝殺害
新が滅亡し、更始帝が更始2年（24年）2月に長安へ遷都すると、張卬は淮陽王に封じられた。しかし、この頃から、張卬の振舞いは横暴となり、王匡と共に悪名を振りまくことになる。更始3年（25年）、張卬は、王匡・成丹らと共に10数万の軍勢を率いて河東郡を守備し、劉秀の部将の鄧禹を迎撃した。しかし結果は大敗に終わり、張卬らは河東を放棄して長安へ逃げ帰った。
さらに赤眉軍も西進してくると、劣悪な情勢を打開するため、張卬は諸将に対して「南陽に引き返すべきだ。敗北しても、再び緑林の生活に戻ればいい」旨を主張し、多くの将の同意を得た。こうして張卬は、王匡・廖湛・胡殷・申屠建と共に、いったん南陽へ逃れることを更始帝に進言したが、更始帝は拒否した。これに不満を抱いた張卬は、廖湛・胡殷・申屠建・隗囂と共に、更始帝へのクーデターを図ったが、更始帝はこれを事前に察知し、5人を呼び寄せて誅殺しようとする。しかし張卬ら4人は、状況の変化を悟って何とか逃走した（申屠建のみ、更始帝により誅殺）。
ここで張卬は、廖湛・胡殷と共に兵変を実行し、更始帝は姻戚の将の趙萌（右大司馬）が駐屯している新豊（京兆尹）へ逃げた。張卬は、新豊から逃走してきた王匡の軍を加えたが、更始帝・趙萌・李松（更始政権の丞相）の反撃に遭い、激戦の末に敗走した。進退窮まった張卬らは、赤眉軍に降伏してこれを長安まで導き、同年9月、長安は陥落して更始政権は滅亡した。更始帝は赤眉軍に助命されたが、復讐を受けることを恐れた張卬は、赤眉軍の将の謝禄を唆して更始帝を絞殺させている。
これ以降、張卬は史書に現れない。

## 関連記事
- 新末後漢初
- 緑林軍
- 赤眉軍